# Antiochus IV van Commagene

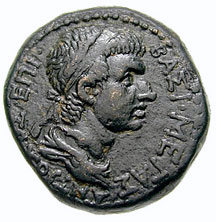
Munt met beeltenis van Antiochus IV van Commagene

Antiochus IV van Commagene (voor 17 na Chr. - na 72) was een marionettekoning voor de Romeinen van het koninkrijk Commagene.

## Context
Toen zijn vader Antiochus III in 17 na Chr. stierf, was hij nog een kind. Het koninkrijk Commagene werd ingelijfd bij het Romeinse Rijk. Antiochus IV groeide op in Rome aan het hof van Antonia minor, dochter van Marcus Antonius. In 38, kregen Herodes Agrippa I en hijzelf van keizer Caligula hun respectievelijke koninkrijken terug.
In de machtsstrijd tussen de generaals Gnaius Domitius Corbulo en Lucius Caesennius Paetus tijdens de Romeins-Parthische Oorlog (54-64), koos hij partij voor Corbulo, wat hem geen windeieren opleverde. Na de dood van Corbulo, werd hij als nog beticht van verraad door Paetus. In 72 werd hij door keizer Vespasianus afgezet als koning van Commagene.
Antiochus IV was getrouwd met zijn zus Iotapa. Samen hadden ze drie kinderen, Gaius Julius Archelaus Antiochus Epiphanes, Callinicus en een dochter Iotapa. Via zijn oudste zoon was hij de grootvader van de politicus Philopappos en de dichteres Julia Balbilla.